# Pispala

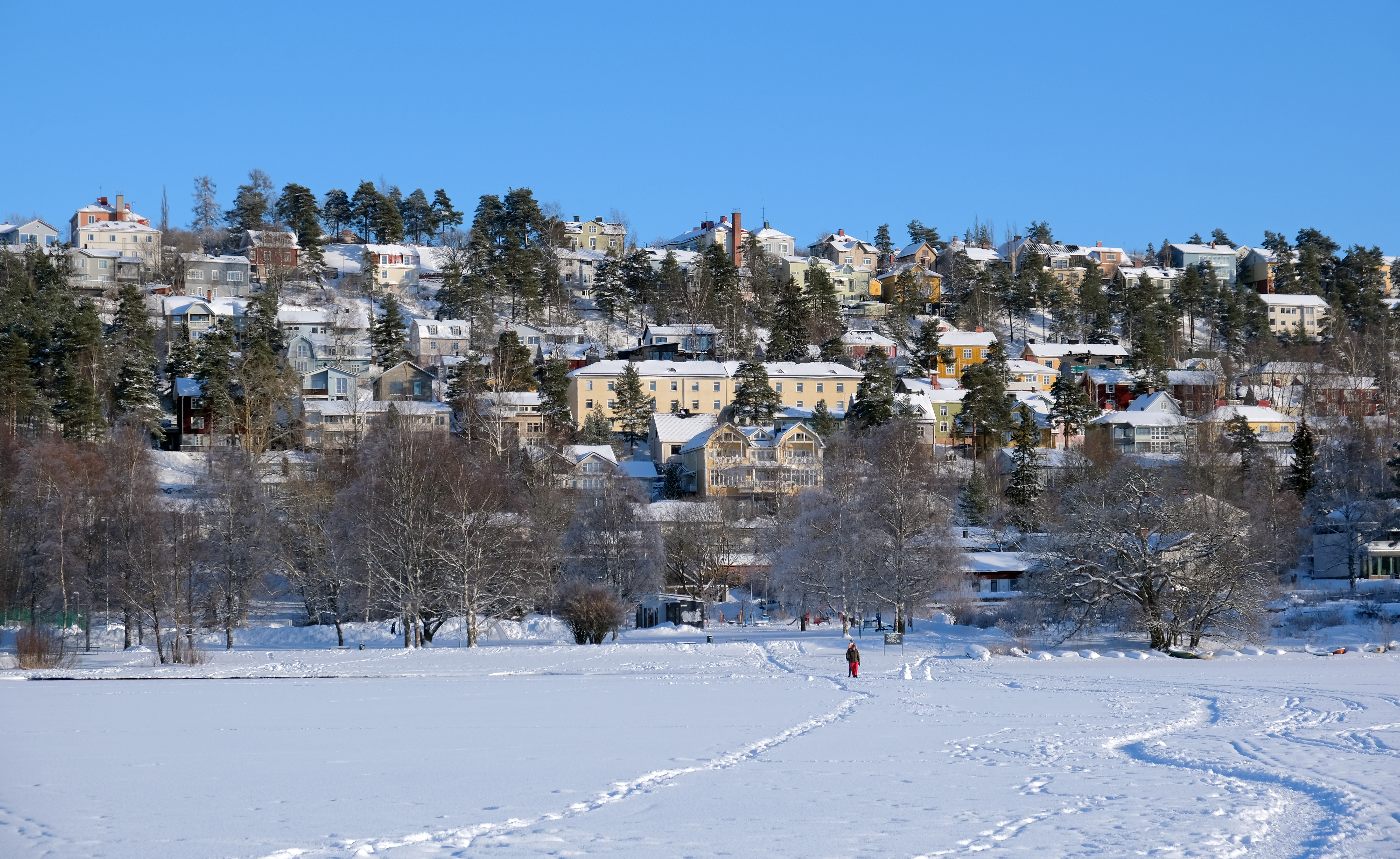
Pispala.

Pispala är en stadsdel i Tammerfors, cirka 2,5 km från centrum. Den ligger på norra sluttningen av Pispalaåsen (finska: Pispalanharju), en västlig fortsättning på Pynike. I Pispala finns Pispala kyrka. Uppe på åsen finns ett monument till minne av poeten Lauri Viita.
Många kända finländare har bott eller bor i Pispala, bland andra Lauri Viita, Olavi Virta, Mikko Alatalo, Hannu Salama, Seela Sella, Keith Armstrong och Aaro Hellaakoski. Nobelpristagaren i litteratur Frans Eemil Sillanpääs roman Två människobarn (Hiltu ja Ragnar, 1923) utspelas i Pispala.

## Historia
Pispala har fått sitt namn efter det så kallade biskopshus som var ålagt att erbjuda logi för biskoparna under deras resor. Området var landsbygd fram till 1869. I takt med att Tammerfors industrialiserades växte Pispala fram utan någon fastställd stadsplan, vilket resulterade i unika byggnadsstilar och konstruktionslösningar.